# Кистер, Фёдор Иванович
Фёдор Ива́нович Ки́стер (нем. Küster (1772—1849) — преподаватель немецкого языка, доктор права Московского университета.

## Биография
Происходил из дворянского рода Кистер.
Окончил курс на юридическом факультете Гельмштедтского университета в 1795 г. и был приглашен в Россию наставником в частный дом. Выдержал испытание при Московском университете и получил степень доктора права (1808). в 1811 г. Назначен был главным смотрителем Московской коммерческой академии (1811). Избран был директором школы при евангелическо-лютеранской церкви Св. Михаила (1812). Определен был преподавателем немецкой словесности в Университетский благородный пансион (1818). Лектор Московского университета (1823—1834). Вместе с Христианом Шлёцером содержал пансион для детей (называвшийся «Учебным заведением для благородных детей мужского пола профессора Шлёцера и доктора Кистера»), считавшийся лучшим в Москве (1819—1838). За управление этим пансионом Кистер неоднократно получал благодарность от министерства народного просвещения и был награжден орденом святой Анны 3 степени. Светский заседатель в Московской евангелической лютеранской консистории (с 1838). Депутат от дворянства при комиссии строения в Москве (1841—1845).
Издал ряд учебников и сборников, упражнений для изучения немецкого языка, которые выдержали по нескольку изданий (1833—1847):
- «Handbuch der Geschichte und Charakteristik der schönen Litteratur der Deutschen» (M., 1833)
- «Друг детей» (для изучения немецкого языка, 8 изд., М., 1877)

Умер 28 марта (9 апреля) 1849 года, оставив о себе благодарную память и у своих многочисленных учеников и у своих сослуживцев.